# Bodotriidae
Famille
Taxons de rang inférieur
- Bodotriinae
- Mancocumatinae
- Vaunthompsoniinae

Les Bodotriidae sont une famille de crustacés appartenant à la classe des malacostracés et à l'ordre des cumacés.